# Raplamaa
Rapla (estisk: Rapla maakond), eller Raplamaa, er et af Estlands 15 amter (maakond) og er beliggende i den vestlige del af landet. Rapla grænser til Järvamaa i øst, Pärnumaa i syd, Läänemaa i vest og Harjumaa i nord.

## Kommuner
Amtet er inddelt i  fire landkommuner (estisk: vallad).
Landkommuner:
- Kehtna
- Kohila
- Märjamaa
- Rapla

58°55′00″N 24°45′00″Ø / 58.9167°N 24.75°Ø